# Protallocoxa abyssale
Protallocoxa abyssale is een pissebed uit de familie Stenetriidae. De wetenschappelijke naam van de soort is voor het eerst geldig gepubliceerd in 1962 door Torben Lunn Wolff.